# 96263 Lorettacavicchi
96263 Lorettacavicchi este o planetă minoră (asteroid) din centura de asteroizi. A fost descoperită pe 23 septembrie 1995 la  de osservatorio San Vittore⁠(d). 
Obiectul prezintă o orbită caracterizată de o semiaxă mare de 2,6300827957415 UAi, o excentricitate de 0,17706235605606, o înclinație de 12,376816474725 ° în raport cu ecliptica.